# Петропавловский собор (Томск)
Петропавловский собор — православный храм Томской епархии Русской Православной Церкви. Находится в городе Томске.

## История
Петропавловский собор построен на возвышенном склоне горы, спускающемся к пойме р. Ушайки. Эта возвышенность ещё с XVII века известна как «Мухин бугор» — по имени раскаявшегося разбойника Мухи, бывшего грозой окрестных лесов на рубеже XVII—XVIII веков. До постройки храма на этом месте долгое время стоял деревянный поклонный крест и часовня.
Храм построен в начале XX века в неовизантийском стиле по проекту архитектора А. И. Лангера. Главный престол в честь святых апостолов Петра и Павла был освящён в 1911 году. Южный (во имя святого Иоанна Предтечи) придел — в 1913 году, северный (в честь Рождества Пресвятой Богородицы) придел — в 1915 году. Службы прекращены в 1938 году, а в 1940 году здесь размещались склады спиртзавода. Богослужения возобновлены в 1945 (по другим данным — в 1944) году. В период 50—90-х гг. XX века Петропавловский собор и Свято-Троицкий храм были единственными действующими православными церквями Томска.

## Современная жизнь
При Петропавловском соборе действуют воскресная школа, молодёжный клуб и библиотека.
Петропавловский храм дважды (1991 год, 2002 год) принимал Патриарха Алексия II. Патриарх Кирилл также посетил её в сентябре 2013 года.
Особенностью самого здания храма является его декор и деталировка, выполненные из красного лицевого кирпича и жёлтого песчаника. Фасад здания украшен терракотовой плиткой.

## Святыни
Главными святынями храма являются крест-мощевик с частицами мощей 24 святых, и землёй из Ефеса от гроба апостола и евангелиста Иоанна Богослова.
В собрании икон церкви — икона Святых апостолов Петра и Павла с частицами их мощей, икона Знамения Божией Матери работы томских иконописцев И. Панкрышева и С. Вепрева. Специально к освящению собора из Афона в Томск были доставлены четыре иконы на кипарисовых досках: «Введение во храм Пресвятой Богородицы», «Рождество Христово», «Усекновение Главы Иоанна Предтечи», «Покров Пресвятой Богородицы». Иконы были выполнены Афонскими монахами-иконописцами.
В церкви находится лучший резной иконостас в стиле барокко среди томских храмов. Западная стена украшена сценами Страшного Суда.
Чудотворной иконой является образ Святого Николая Мирликийского, который уцелел после ночного пожара во время Крещенских праздников в 1986 году. Пожар угас сам собой, дойдя до иконы без человеческого вмешательства. Следы пожара можно увидеть и сегодня на обугленной раме иконы..
Находящаяся в соборе Иверская икона Божией Матери была написана Афонскими монахами-иконописцами специально для Томского Троицкого кафедрального собора, о чём свидетельствует сохранившаяся на иконе надпись: «Се икона написана в Русском Пантелеимонском монастыре на горе Афоне». Икона была передана в собор в конце 1990-х годов одной из прихожанок.